# Regatele Hausa
Regatele Hausa erau o colectivitate de state care se aflau în nordul Nigeriei, populate de oamenii Hausa. Aceste orașe-state au apărut ca centre de comerț pe distanțe mari. Ele vindeau aur, sare, pânză, piele de animal și nuci kola în orașele situate pe coasta Mării Mediterane.
Cele 7 regate erau Biram, Daura, Rano, Kano, Gobir, Katsina și Zaria. Acestea erau faimoase pentru pescuit, vânat, agricultură, mineritul de sare și fierăritul lor.
Primele state apărute au fost Gobir și Rano în jurul anilor 1000. Toate statele au rămas independente până să fie cucerite de Sultanatul Sokoto între anii 1804-1815.